# Chaiya Mitchai
Chaiya Mitchai (thaï : ไชยา มิตรชัย), né Sema Somboon) est un chanteur pop luk thung thaïlandais,,.

## Biographie
Il y a une séquence dans le film Monrak Transistor (2001) de Pen-ek Ratanaruang où Sadao donne en réponses à son amoureux Pan le nom de trois célèbres vedettes de la chanson : Sayan Sanya, Chaiya Mitchai et Yodrak Salakjai.

## Discographie

### Albums
- Gam-praa aa-won (กำพร้าอาวรณ์)
- Rim grai-raat (ริมไกรราศ)
- Suay tee sut (สวยที่สุด)
- Gra-tom saao mern (กระท่อมสาวเมิน)
- Tay pee chaai-klong (เทพีชายคลอง)
- Gra-tong long taang (กระทงหลงทาง)
- Look tòok leum (ลูกถูกลืม)
- Mai tham ma da (ไม่ธรรมดา)

## Filmographie
- 2015 : Mon Rak Phleng Phee Bok